# Kulturåret 1762

## Händelser
- Okänt datum - Egges teater i Norrköping öppnas.

## Nya verk
- Menniskans elände, av Gustaf Fredrik Gyllenborg
- Émile ou de l'éducation, av Jean-Jacques Rousseau

## Födda
- 24 mars - Marco Portogallo (död 1830), portugisisk kompositör.
- 10 augusti - Axel Gabriel Silfverstolpe (död 1816), ledamot av Svenska Akademien.
- 22 september - Olof Forssell (död 1838), svensk matematiker, präst och psalmförfattare.
- 20 oktober - André-Marie de Chénier (död 1794), fransk skald.
- 27 oktober - Isac Reinhold Blom (död 1826), ledamot av Svenska Akademien.
- okänt datum - Giovanna Bassi (död 1834), italiensk ballerina.
- okänt datum - Henriette Mathiesen, norsk skådespelare.

## Avlidna
- 26 juni - Gottschedin (född 1713), tysk författare.
- 17 september - Francesco Geminiani (döpt 1687), italiensk tonsättare och eftersökt violinist.
- okänt datum - Charles Langlois (född 1692), svenska teaterns förste direktör.